# Oxalis rosettifolia
Oxalis rosettifolia är en harsyreväxtart som beskrevs av Roets, Dreyer & Oberl.. Oxalis rosettifolia ingår i släktet oxalisar, och familjen harsyreväxter. Inga underarter finns listade i Catalogue of Life.